# Cuestión de Netto
La cuestión de Netto (en portugués: Questão Netto) fue la acción colectiva más grande para la liberación de esclavos en las Américas. La demanda está relacionada con la liberación de 217 esclavos en tierras brasileñas en la década de 1870.

## Fondo
Manoel Joaquim Ferreira Netto, un noble portugués con muchas posesiones en Brasil, determinó en su muerte que tras su desencarnación, todos sus esclavos serían liberados, lo que en ese momento se llamaba "manumisión post-mortem". Su muerte ocurrió el 5 de abril de 1868, pero su pedido, hecho en su testamento, no fue cumplido.
Fue cuando el abogado negro y abolicionista Luís Gama, leyendo un artículo de un periódico en junio de 1869, informando sobre la disputa legal de los familiares de Ferreira Netto por la propiedad del patriarca, se interesó por la situación de los esclavos. Gama descubrió que todos los cautivos seguían en la misma situación antes de la muerte de Ferreira Netto.

## La acción judicial

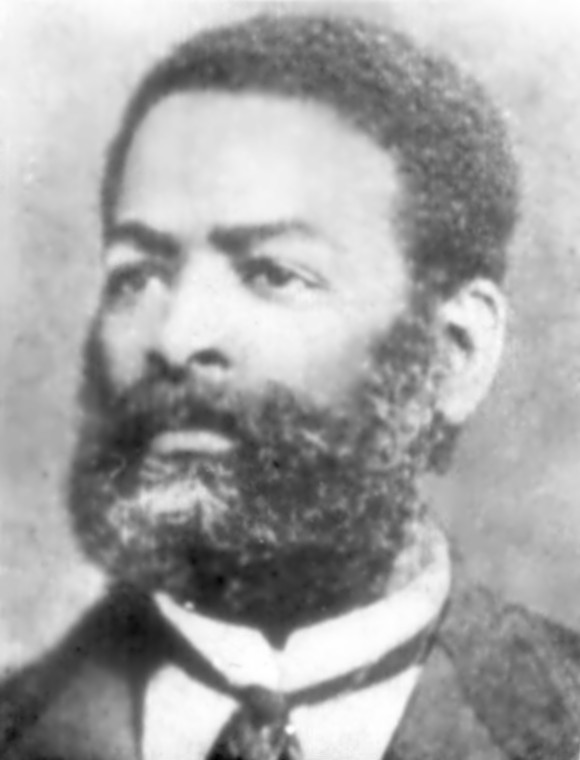
Luís Gama, el abogado abolicionista negro libre que trabajó en este caso

Tras una petición de Luís Gama en el juzgado de Santos sobre la situación de los cautivos y la confirmación por parte de terceros de que los esclavos seguían al servicio de los herederos y ex socios, el abogado interpuso una acción ante los juzgados brasileños para obtener el derecho expresado en el testamento de Ferreira Netto en su totalidad, y realizó una encuesta de antecedentes sobre cada uno de los 217 esclavos.
Por otro lado, los herederos de Ferreira Netto contrataron al jurista, abolicionista y poeta José Bonifácio de Andrada e Silva, conocido como "El Joven", para representar sus derechos en la demanda interpuesta por Luís Gama.
En medio de la demanda, Gama fue nombrado, por el juez, curador de los "liberandos" (liberandos era como Luís Gama siempre se refería a los esclavos, palabra que el abogado nunca pronunció).
Bajo el alegato de que los herederos estaban cometiendo un delito al esclavizar a personas ya declaradas libres, Gama logró el éxito con el foro de Santos, cuando el juez determinó la liberación de todos los esclavos.
Mediante una táctica dilatoria de José Bonifácio, el caso pasó a otra instancia judicial y así se pospuso la liberación de las víctimas. En estos casos, el caso fue favorecido a favor de Gama.
En 1872, la acción llegó a la Corte Suprema de Justicia (STJ), en Río de Janeiro. En este tribunal, la acción estuvo representada por la abogada, periodista y política Saldanha Marinho, ya que el STJ no aceptó el trabajo de un abogado negro fuera de São Paulo. Sin embargo, el argumento final fue elaborado por Luís Gama.

### Conclusiones
Los ministros del STJ aceptaron la tesis de Luís Gama/Saldanha Marinho, con reservas, cuando la plena libertad de los cautivos solo podía suceder 12 años después de la redacción del testamento. El testamento se redactó en 1866. Es decir, los cautivos tuvieron que prestar servicios forzosos a los herederos de Ferreira Netto hasta 1878, cuando finalmente serían libres.

## Libertad
Luís Gama consideró la "libertad condicional" como una derrota, pero los abolicionistas la celebraron como una victoria, porque nunca en la historia de Brasil hasta entonces había habido una libertad colectiva de este tamaño, así como tampoco registros en la historia de una acción similar con un número superior a la "Cuestión Netto" en todo el continente americano.
El resultado final fue poco reportado en el país, pues la mayor parte de la prensa brasileña estaba vinculada a los terratenientes esclavistas, por lo que temían que la repercusión pudiera generar nuevos juicios.
La libertad total solo ocurrió en 1878, al final del plazo fijado por el STJ, sin embargo, de los 217 esclavos, solo 130 permanecieron vivos para disfrutar de la libertad ganada, exactamente una década antes de la abolición de la esclavitud en Brasil.
Debido a las acciones de José Bonifácio a favor de la familia esclavista, la amistad entre él y Luís Gama se rompió.

## Investigación histórica
La documentación referente a la Cuestión Netto fue recuperada en el siglo XXI por el historiador Bruno Rodrigues de Lima, quien se doctoró en Historia y Teoría del Derecho en el Instituto Max Planck. El documento de proceso, con más de mil páginas manuscritas, está almacenado en el Archivo Nacional de Brasil y fue copiado por Bruno para ser estudiado en Alemania, donde tuvo que descifrar las distintas caligrafías.